# Кладнів
Кла́днів — село в Україні, в Устилузькій міській територіальній громаді Володимирського району Волинської області.
Населення становить 4 особи. Кількість дворів  — 1.
У серпні 2015 року село увійшло до складу новоствореної Устилузької міської громади.

## Географія
Село розташоване на лівому березі річки Пітушок.

## Історія
Село засноване у 1565 році.
У XVI ст. у Кладневі існувала пристань зі складами, через яку велась зовнішня торгівля зерном з України.
1792 р. навпроти села на лівому березі відбулася битва під Дубенкою[джерело?].
У 1906 році село Коритницької волості Володимир-Волинського повіту Волинської губернії. Відстань від повітового міста 35 верст, від волості 10. Дворів 110, мешканців 827.

### Друга світова війна
Під час польсько-українського конфлікту в 1943—1944 рр. у Кладневі поляки вбили 40 українців, з них встановлено таких: Глущук Йосип, Демчук Люба Андріївна і її дворічний син, Демчук Дмитро, Демчук Ліда, Литвинчук Михайло, Панасюк Антон Миронович, Пеценюк Андрій, Пеценюк Оксана, Пеценюк Борис, Пеценюк Марія, Пеценюк Анастасія Борисівна, Пеценюк Ярослава Борисівна, Пеценюк Антон, його дружина та два малолітні сини, Пеценюк Микола Олександрович, Пеценюк Надія Іванівна, Панасюк Ольга, Федонюк Марія та її семимісячний онук, Федонюк Володимир, Федонюк Антоніна, Федонюк Ганна, Федонюк Марія Володимирівна, Якимюк Ганна, Якимюк Йосип, Якимюк Микола.
Після кількох «відвідин» польських боївок у селі з 40 дворів залишився тільки один двір цілий — Панасюк Ольги Пилипівни. У Кладневі жило чотири сім'ї поляків, поруч було польське село Солтис, де нараховувалося до 30 дворів, і жоден поляк не постраждав.
12 червня 2020 року, відповідно до розпорядження Кабінету Міністрів України № 708-р «Про визначення адміністративних центрів та затвердження територій територіальних громад Волинської області», увійшло до складу Устилузької міської територіальної громади.
19 липня 2020 року, в результаті адміністративно-територіальної реформи та ліквідації  Володимир-Волинського району(1940—2020), село увійшло до новоутвореного Володимир-Волинського району (від 18 липня 2022 Володимирського).

## Населення
Згідно з переписом УРСР 1989 року чисельність наявного населення села становила 11 осіб, з яких 4 чоловіки та 7 жінок.
За переписом населення України 2001 року в селі мешкали 4 особи. 100 % населення вказало своєю рідною мовою українську мову.